# Limay
Limay là một xã của Yvelines trong vùng Île-de-France. Đây là một xã công nghiệp, giáp sông Seine, cách Paris 53 km về phía tây.
Các xã giáp ranh là: Guitrancourt về phía đông bắc, Porcheville về phía đông, Guerville và Mantes-la-Ville về phía nam, Mantes-la-Jolie về phía tây nam và Fontenay-Saint-Père về phía bắc.

## Biến động dân số
| 1793  | 1800  | 1806  | 1821  | 1831  | 1836  | 1841  | 1846  | 1851  |
| ----- | ----- | ----- | ----- | ----- | ----- | ----- | ----- | ----- |
| 1 394 | 1 589 | 1 357 | 1 409 | 1 296 | 1 333 | 1 398 | 1 358 | 1 362 |

| 1856  | 1861  | 1866  | 1872  | 1876  | 1881  | 1886  | 1891  | 1896  |
| ----- | ----- | ----- | ----- | ----- | ----- | ----- | ----- | ----- |
| 1 345 | 1 305 | 1 304 | 1 373 | 1 373 | 1 360 | 1 500 | 1 509 | 1 597 |

| 1901  | 1906  | 1911  | 1921  | 1926  | 1931  | 1936  | 1946  | 1954  |
| ----- | ----- | ----- | ----- | ----- | ----- | ----- | ----- | ----- |
| 1 661 | 1 627 | 1 731 | 2 048 | 2 280 | 2 687 | 2 948 | 3 190 | 3 617 |

| 1962                                         | 1968  | 1975  | 1982   | 1990   | 1999   | - | - | - |
| -------------------------------------------- | ----- | ----- | ------ | ------ | ------ | - | - | - |
| 5 082                                        | 6 615 | 9 024 | 10 129 | 12 660 | 15 709 | - | - | - |
| Số liệu kể từ 1962 : dân số không tính trùng |       |       |        |        |        |   |   |   |

## Các thị trưởng
Bản mẫu:EluBản mẫu:EluBản mẫu:EluBản mẫu:EluBản mẫu:EluBản mẫu:EluBản mẫu:Elu
| Danh sách các thị trưởng |           |                  |      |                                 |
| Giai đoạn                | Giai đoạn | Tên              | Đảng | Tư cách                         |
| 1944                     | 1945      | Blaise Jouaneton |      | élu par le Comité de libération |
| Bản mẫu:Boîte déroulante |           |                  |      |                                 |